# Gebrannten
Gebrannten war ein Ortsteil von Heiligenhaus in der Stadt Overath im Rheinisch-Bergischen Kreis in Nordrhein-Westfalen, Deutschland. Der Ort fiel in der zweiten Hälfte des 20. Jahrhunderts wüst.

## Lage und Beschreibung
Die kleine Hofstelle Gebrannten ist heute nur noch als Notiz in älteren Schriften und Karten zu finden. Sie befand sich an der heutigen Grenze zum Rhein-Sieg-Kreis in der Nähe von Großdorbusch, Kleinschwamborn, Dahlhaus und der Durbuscher Straße.

## Geschichte
Der Ort entstand erst in der zweiten Hälfte des 19. Jahrhunderts und ist erstmals auf der Preußischen Neuaufnahme von 1892 auf Messtischblättern als Gebrannten kartografisch verzeichnet und erscheint letztmals auf der Ausgabe 1967.
Die Gemeinde- und Gutbezirksstatistik der Rheinprovinz führt Gebrannten 1871 mit zwei Wohnhäusern und 15 Einwohnern auf. Im Gemeindelexikon für die Provinz Rheinland von 1888 werden für Gebrannten zwei Wohnhäuser mit acht Einwohnern angegeben. 1895 besitzt der Ort zwei Wohnhäuser mit neun Einwohnern, 1905 werden ein Wohnhaus und acht Einwohner angegeben.
Das Adressbuch von Heiligenhaus registriert einzig den Schmied Mart. Joh. Bolz als Bewohner von Gebrannten.
Das 1907 angelegte Hausnummerierungskataster zählt in Gebrannten nur ein Haus. Als Eigentümerin wird eine Witwe Hombroch genannt, als einziger Bewohner ein Wilhelm Oberscheid.
Laut den topografischen Karten wurde der Ort in den 1960/70er Jahren abgetragen.